# The King of Fighters XIV
The King of Fighters XIV es un videojuego de lucha desarrollado por SNK para PlayStation 4 en 2016. Es el decimocuarto juego de serie The King of Fighters y, a diferencia de la entrega anterior, el juego usa por completo gráficos 3D, pero se mantiene la jugabilidad 2D. En junio de 2017 fue lanzado para arcade en Japón y para Microsoft Windows.

## Jugabilidad
Esta entrega vuelve a ser 3D, como la serie Maximum Impact, pero con jugabilidad 2D al estilo Street Fighter IV, volviendo a las barras utilizadas en The King of Fighters 2002 Unlimited Match, lo cual se eliminó la barra de Hyper Drive debido a limitaciones de memoria. Como contrapartida, vuelve un mejorado modo MAX. Los ataques NEOMAX, renombrado a «Climax Desperation Move», ya no necesitan la barra Hyper Drive, pero sigue usando tres contadores de poder, dos en modo MAX).
Se siguen usando «Super Desperation Move» y «MAX Desperation Move», requiriendo uno y dos contadores de poder respectivamente, uno si es usado MAX Desperation Move en modo MAX. En modo MAX, se pueden usar ilimitadamente los ataques EX y hasta tres niveles de DM que son cancelables en orden, terminando con un NEOMAX para un MAX CANCEL. En multijugador, hasta doce jugadores pueden enfrentar o ver combates.

## Argumento
La historia se centra en los eventos después de la saga de Ash, en donde un multimillonario ruso llamado Antonov compra los derechos de KOF para iniciar un nuevo torneo, en donde peleadores nuevos como veteranos compiten.
Sin embargo, aparece una entidad llamada Verse, quién alteró la línea espacio temporal del torneo anterior. Verse existió en la distorsión espaciotemporal de Ash Crimson. Esa anomalía atrajo a personajes de otras dimensiones, líneas de tiempo y universos, como Nakoruru y nuevos personajes como Shun'Ei, Meitenkun, y Kukri, entre otros.
Después de que Kyo y su equipo vencen a Verse este explota y hace que regresen viejos personajes que regresaron de la muerte por la explosión de Verse, entre ellos: Orochi (mostrado en el ending del Yagami Team, pero a la vez es sellado por los tesoros sagrados para evitar que provoque un caos),El new Face Team (en el ending de Shermie en SNK Heroins que curiosamente es canon después de lo sucedido en Kof XIV), Ash Crimson (mostrado el ending del Official Invitation donde Kukri fue contratado por Betty para buscar a Ash después de la explosión de Verse lo cual Betty también esta en el mismo lugar donde Ash revivió) y otro ente (un extraño luz morado que no muestra que personaje fue revivido en el ending de Verse), curiosamente en el ending del Ikari Warriors se confirma que hay varios que revivieron pero no se sabe cuántos o quiénes fueron revividos.

## Personajes
El juego incluye 16 equipos de tres peleadores, un subjefe, un jefe final, y ocho personajes descargables, sumando en total 58 combatientes.
Similar a lo que pasó con el personaje de K9999 en The King of Fighters 2002, Love Heart estaría ausente en posteriores entregas después de que las licencias del personaje así como las de juego al que pertenece, Sky Love, fueran vendidas por SNK a otra compañía. Love Heart fue omitida de los mangas de la entrega, por lo que las otras miembros de su tercia hicieron apariciones individuales durante el torneo.
En negrita, los que debutan en la saga:
| Japan Team - Kyo Kusanagi - Benimaru Nikaido - Goro Daimon Fatal Fury Team - Terry Bogard - Andy Bogard - Joe Higashi Team China - Shun'ei - Tung Fu Rue - Meitenkun Art of Fighting Team - Ryo Sakazaki - Robert Garcia - Yuri Sakazaki Psycho Soldiers Team - Athena Asamiya - Sie Kensou - Chin Gentsai Women Fighters Team - King - Mai Shiranui - Alice Nakata Kim Team - Kim Kaphwan - Gang-il - Luong Team South Town - Geese Howard - Billy Kane - Hein | Yagami Team - Iori Yagami - Mature - Vice K' Team - K' - Kula Diamond - Maxima Ikari Team - Leona Heidern - Ralf Jones - Clark Still Team Special Invitation - Sylvie Paula Paula - Kukri - Mian Team Mexico - Ramón - Ángel - King of Dinosaurs Another World Team - Nakoruru - Mui Mui - Love Heart Villains Team - Xanadu - Chang Koehan - Choi Bounge Team South America - Nelson - Zarina - Bandeiras Hattori | Jefes - Antonov - Verse Personajes descargables (sin equipo) - Whip - Ryuji Yamazaki - Vanessa - Rock Howard - Oswald - Heidern - Najd - Blue Mary |